# Бугарска на Светском првенству у атлетици на отвореном 2019.
Бугарска је учествовала на 17. Светском првенству у атлетици на отвореном 2019. одржаном у Дохи од 27. септембра до 6. октобра седамнаести пут, односно учествовала је на свим светским првенствима одржаним до данас. Репрезентацију Бугарске представљало је 8 атлетичара (4 мушкараца и 4 жене), који су се такмичили у 8 атлетских дисциплина (3 мушке и 5 женских),
Представници Бугарске нису освојили ниједну медаљу, а поправили су два лична рекорда и четири најбоља резултата сезоне.
У табели успешности према броју и пласману такмичара који су учествовали у финалним такмичењима (првих 8 такмичара) Бугарска је са 1 учесником у финалу делила 63. место са 2 бода.
| Плас. | Земља    | 1. место | 2. место | 3. место | 4. место | 5. место | 6. место | 7. место | 8. место | Бр. финал. | Бод. |
| ----- | -------- | -------- | -------- | -------- | -------- | -------- | -------- | -------- | -------- | ---------- | ---- |
| =63.  | Бугарска | 0        | 0        | 0        | 0        | 0        | 0        | 1        | 0        | 1          | 2    |

## Учесници
| Мушкарци - Тихомит Иванов — Скок увис - Георги Цонов — Троскок | Жене: - Ина Ефтимова — 100 м - Ивет Лалова-Колио — 200 м - Мирела Демирева — Скок увис - Габриела Петрова — Троскок - Александра Начева — Троскок |

## Резултати

### Мушкарци
| Атлетичар      | Дисциплина | Лични рекорд | Квалификације | Квалификације | Финале                | Финале       | Детаљи |
| Атлетичар      | Дисциплина | Лични рекорд | Резултат      | Место         | Резултат              | Место        | Детаљи |
| -------------- | ---------- | ------------ | ------------- | ------------- | --------------------- | ------------ | ------ |
| Тихомит Иванов | Скок увис  | 2,31         | 2,26          | 8. у гр. А    | Нису се квалификовали | 16 / 30 (31) |        |
| Георги Цонов   | троскок    | 17,03        | 16,61         | 11. у гр. Б   | Нису се квалификовали | 21 / 33      |        |

### Жене
| Атлетичарка       | Дисциплина | Лични рекорд | Квалификаије | Квалификаије | Полуфинале            | Полуфинале            | Финале                | Финале      | Детаљи |
| Атлетичарка       | Дисциплина | Лични рекорд | Резултат     | Место        | Резултат              | Место                 | Резултат              | Место       | Детаљи |
| ----------------- | ---------- | ------------ | ------------ | ------------ | --------------------- | --------------------- | --------------------- | ----------- | ------ |
| Ина Ефтимова      | 100 м      | 11,20        | 11,79        | 7. у гр. 2   | Није се квалификовала | Није се квалификовала | Није се квалификовала | 41 / 47     |        |
| Ивет Лалова-Колио | 200 м      | 22,32        | 22,79 КВ     | 1. у гр. 2   | 22,58 кв              | 3. у гр. 2            | 22,77                 | 7 / 43 (48) |        |
| Мирела Денирева   | скок увис  | 2,00         | 1,94 КВ      | 5. у гр. А   |                       |                       | 1,89                  | 10 / 29     |        |
| Габријела Петрова | троскок    | 14,66        | 13,98        | 7. у гр. А   | Нису се квалификовале | 16 / 26 (28)          |                       |             |        |
| Александра Начева | троскок    | 14,18        | 13,05        | 14. у гр. Б  | Нису се квалификовале | 26 / 26 (28)          |                       |             |        |